# Georges Küttinger
Georges Küttinger, französisch auch Georges Kuttinger oder Georges Kittinger (* 1733 in Bouquenom; † 23. Dezember 1783 in Nancy) war ein französischer Orgel- und Klavierbauer, der von Nancy aus wirkte.

## Leben
(Jean) George(s) Küttinger wurde als Sohn von (Jean) Pierre Küttinger (oder Kittinger) (* um 1702; † 17. Mai 1767) und (Anne) Elisabeth Freiss (* um 1710; † 15. Januar 1755) geboren. Sein Vater war Maurer und ein einfacher Bürger, der nicht unterschreiben konnte. In Bouquenom hatte das Ehepaar sieben Kinder: Louis Ignace I (* 31. August 1730), Louis Ignace II (* 4. August 1737; † 10. Dezember 1750), Jean Michel (* 21. August 1739), Marie Marguerite (* 22. Juli 1742), Pierre Aloyse (* 16. Januar 1746), Marie Anne (* 22. Juni 1748; † 21. Mai 1751) und Anne Marie (* 31. Januar 1752). Das Geburtsjahr von George Küttinger wird aus seiner Sterbeurkunde errechnet, nach der er bei seinem Tod fünfzig Jahre alt war. George wurde jedoch nicht in Bouquenom getauft, weil seine Eltern zwischen 1730 und 1737 wahrscheinlich woanders lebten.
Vermutlich ging Küttinger bei einem Tischler in die Lehre. Nachgewiesen ist, dass er bei dem Orgelbauer Jean Adam Dingler in Nancy angestellt war. Dass Dingler am 25. März 1753 Johann Andreas Silbermann um einen guten Mitarbeiter bat, könnte der Hintergrund für die Anstellung von Küttinger sein. Die Pariser Einflüsse in Küttingers Bauweise machen es wahrscheinlich, dass er seine Ausbildung in Paris vollendete. Am 19. Mai 1767 heiratete Küttinger in der Kirche Saint-Roch in Nancy Barbe Gallien, die Tochter des Strumpfherstellers Adrien Gallien. Dem Paar wurden fünf Kinder geboren, die alle in der Kirche Notre-Dame getauft wurden: Charles François (* 2. September 1771), André Joseph I (* 14. Dezember 1773), André Joseph II (* 13. Januar 1775), Marie Barbe (* 16. Oktober 1776) und Catherine Barbe Nicole (* 5. Dezember 1777). Nach der Eheschließung machte Küttinger sich als Orgelbauer selbstständig und erhielt am 24. Januar 1769 die Bürgerrechte von Nancy. Seine Frau starb am 19. Juli 1781 und er selbst zwei Jahre später an einer Krankheit.

## Schaffen
Küttinger lieferte 1773–1775 eine dreimanualige Orgel an die Zisterzienserabtei von Beaupré, blieb aber die Lieferung eines Klaviers ebendorthin schuldig. Erstgenanntes Instrument wurde 1792 an die Eglise Saint-Côme-et-Saint-Damien in Vézelise verkauft. 1775 restaurierte Küttinger die Charles-Cachet-Orgel des Couvent des Cordeliers in Toul, die 1792–1793 in die Eglise Saint-Maurice in Domgermain versetzt wurde. 1779 reichte er einen – für den Erbauer, seinen Lehrmeister, wenig schmeichelhaften – Kostenvoranschlag für die Jean-Adam-Dingler-Orgel der Eglise Saint-Sébastien zu Nancy ein, die 1793 in den Wirren der Französischen Revolution verlorenging. Für 1782 ist die Unterzeichnung eines Vertrags zur Überarbeitung der Orgel der Eglise paroissiale Saint-Marien in Vic-sur-Seille dokumentiert. Aus den greifbaren Belegen leitet sich eine Konzentration des Schaffens Küttingers auf den Bereich der heutigen französischen Region Grand Est ab.

## Orgel in Vézelise

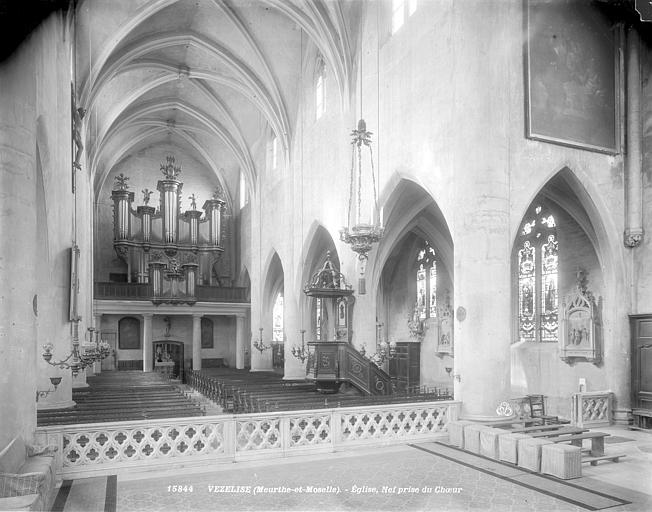
Georges-Kuttinger-Orgel von 1773–1775 in Vézelise, Eglise Saint-Côme-et-Saint-Damien (vormals in Beaupré, Abbaye cistercienne) – Zustand von 1911

1773–1775 baute Küttinger für die Zisterzienserabtei von Beaupré eine große Orgel mit 32 Registern (darunter eines nur im Bass, vier nur im Diskant sowie eines in Bass und Diskant geteilt) auf drei Manualen und Pedal. Das III. Manual bildet ein Echowerk aus einem einzigen, auf den Diskant beschränkten Register – einem fünffachen Cornet (Nr. 28), das wahlweise dem nach oben oktavierten Grand cornet (Nr. 21) des Grand-orgue oder den zerlegten Kornetten von Positif de dos (Nrn. 1, 3–6) bzw. Grand-orgue (Nrn. 14–15, 17, 19–20) gegenübergestellt werden kann. Als Ausgleich dafür, dass für das Instrument am ursprünglichen Aufstellungsort nicht genug Raum für offene 16′-Register zur Verfügung stand, erweiterte Küttinger die Pedalklaviatur durch ein sogenanntes Ravalement eine Quint unter den üblichen Tonumfang hinaus.
Die Orgel wurde 1775 von dem französischen Organisten und Komponisten Jean-Baptiste Nôtre abgenommen. Nach Küttingers Tod wurde sie zunächst von Jean-François Vautrin weitergepflegt, der sie nach ihrem Verkauf 1792 in der Eglise Saint-Côme-et-Saint-Damien  zu Vézelise aufstellte und 1816 ein erstes Mal geringfügig umbaute. 1840 ersetzte Joseph Cuvillier die Zungenregister. Weitere Eingriffe erfolgten 1867 durch Jean-Nicolas Jeanpierre und vor allem 1880 sowie 1889/1890 durch Jean Blési: Dieser ersetzte das Echo durch ein Récit expressif, erneuerte die Tastaturen und die Windversorgung, änderte Stimmtonhöhe sowie Stimmung. 1936 schließlich baute Jacquot-Lavergne eine Barkermaschine ein, tauschte die Zuordnung der Manuale zu Positif de dos sowie Grand-orgue aus und erweiterte den Tonumfang des Pedals auf 30 Töne.
1980 wurde die Orgel sowohl mit ihrem Gehäuse als auch mit ihrem Werk als Monument historique unter Denkmalschutz gestellt. Sie erfuhr 2004–2007 eine umfassende Restauration zurück auf den Zustand von 1775/1792 durch die Manufacture d’Orgues Kœnig aus Sarre-Union. Dabei wurde neben dem eigentlichen Befund am Material auch das zeitgleich zu dem ursprünglichen Orgelbau erschienene Werk L’Art du facteur d’orgues des Franzosen François Lamathe Dom Bédos de Celles de Salelles (1709–1779) zu Rate gezogen. Für die Arbeiten wurde die Orgelbauwerkstatt anschließend mit dem Titel Meilleur Ouvrier de France 2007 ausgezeichnet. Um die Orgel herum hat sich ein Freundeskreis gebildet – sie steht seit der letzten Restauration auch im Mittelpunkt zahlreicher Konzerte, Aufnahmen und Einspielungen.
| I Positif de dos CD–d3 |                      |        |
| 1.                     | Bourdon              | 8′     |
| 2.                     | Montre               | 4′     |
| 3.                     | Flûte                | 4′     |
| 4.                     | Nasard               | 2 ⁄3′  |
| 5.                     | Doublette            | 2′     |
| 6.                     | Tierce               | 1 3⁄5′ |
| 7.                     | Larigot              | 1 ⁄3′  |
| 8.                     | Plein-jeu IV–V       |        |
| 9.                     | Cromorne             | 8′     |
| 10.                    | Basse de Clairon B   | 4′     |
| 11.                    | Dessus de Hautbois D | 8′     |

| II Grand-orgue CD–d3 |                         |        |
| 12.                  | Bourdon                 | 16′    |
| 13.                  | Montre                  | 8′     |
| 14.                  | Bourdon                 | 8′     |
| 15.                  | Prestant                | 4′     |
| 16.                  | Grosse tierce           | 3 1⁄5′ |
| 17.                  | Nasard                  | 2 ⁄3′  |
| 18.                  | Doublette               | 2′     |
| 19.                  | Quarte de nasard        | 2′     |
| 20.                  | Tierce                  | 1 3⁄5′ |
| 21.                  | Grand cornet V D        |        |
| 22.                  | Fourniture III          |        |
| 23.                  | Cymbale III             |        |
| 24.                  | Trompette grosse taille | 8′     |
| 25.                  | Trompette de récit D    | 8′     |
| 26.                  | Clairon                 | 4′     |
| 27.                  | Voix humaine B/D        | 8′     |

| III Echo c1–d3 |            |  |
| 28.            | Cornet V D |  |

| Pédale FF, GG, AA–d1 |            |     |
| 29.                  | Flûte      | 12′ |
| 30.                  | Flûte      | 6′  |
| 31.                  | Bombarde   | 12′ |
| 32.                  | Trompette0 | 6′  |

- Koppeln: I/II, II/P
- Tremulanten: Tremblant fort, Tremblant doux

## Diskografie (Auswahl)
- Orgue historique Küttinger (1775) de Vézelise. Johann Vexo, Orgel. AOV, 2000, CD (vor der Restauration).
- Orgue historique Küttinger (1775) Vézelise. Johann Vexo, Orgel. AOV, 2007, CD (nach der Restauration).
- François Couperin: Messe pour les couvents 1690. Pascal Vigneron, Orgel. Disques Quantum, 2014, CD.
- Jean-Baptiste Nôtre: Livres de piesses dorgue. Dominique Dantand, Orgel. AOV, 2017, CD.